# 1516

## Události
- Erasmus Rotterdamský a editor Frober z Basileje vydali tiskem řecký Nový zákon.
- 13. března Vyhlášením Karla V. španělským králem byla v zemi nastolena vláda Habsburků
- po smrti Vladislava Jagellonského se stal v Čechách panovníkem jeho desetiletý syn Ludvík
- v Jáchymově byly otevřeny doly na těžbu stříbra
- Thomas More poprvé vydává své dílo Utopie
- Nizozemí bylo včleněno pod Španělsko
- poprvé vydán Vladař od Machiavelliho

### Probíhající události
- 1508–1516 – Válka ligy z Cambrai
- 1512–1517 – Pátý lateránský koncil

## Narození
Česko
- ? – Matouš Collinus z Chotěřiny, český humanista, učitel a spisovatel († 4. června 1566)

Svět
- 1. ledna – Markéta Eriksdotter Leijonhufvud, švédská královna († 26. srpna 1551)
- 18. února – Marie I. (Marie Tudorovna, Bloody Mary, Marie Krvavá), královna Anglie († 17. listopadu 1558)
- 26. března – Konrad Gessner, švýcarský přírodovědec a bibliograf († 13. prosince 1565)
- 13. srpna – Hieronymus Wolf, německý historik († 8. října 1580)
- 5. listopadu – Martin Helwig, slezský (německý) kartograf († 26. ledna 1574)
- ? – Císařovna Fang, mingská císařovna, manželka Ťia-ťinga († 1547)

## Úmrtí
- 23. ledna – Ferdinand II. Aragonský, král sicilský a aragonský, sjednotitel Španělska (* 10. března 1452)
- 13. března – Vladislav Jagellonský, král český, uherský a chorvatský (* 1. března 1456)
- 20. srpna – Li Tung-jang, literární kritik, kaligraf, básník a politik čínské říše Ming (* 21. července 1447)
- 13. prosince – Johannes Trithemius, německý opat, učenec, humanista a spisovatel (* 1. února 1462)
- ? – Hieronymus Bosch, holandský malíř (* kolem 1450)

## Hlavy států
- České království – Vladislav Jagellonský – Ludvík Jagellonský
- Svatá říše římská – Maxmilián I.
- Papež – Lev X.
- Anglické království – Jindřich VIII. Tudor
- Francouzské království – František I.
- Polské království – Zikmund I. Starý
- Uherské království – Vladislav Jagellonský – Ludvík Jagellonský
- Perská říše – Ismail I.